# إيليا دروزينين
إيليا دروزينين (مواليد 23 أبريل 1998) هو سبّاح روسي، مثّل بلاده في الألعاب الأولمبية الصيفية 2016.

## روابط خارجية
إيليا دروزينين على موقع أوليمبيديا (الإنجليزية)